# ميناميسوما (فوكوشيما)
ميناميسوما (باليابانية: 南相馬市 ميناميسوما-شي) هي مدينة في محافظة فوكوشيما، اليابان. مساحتها 398.50 كلم²، عدد السكان فيها 70877 نسمة في 2011. تأسست المدينة في 1 يناير 2006 عن طريق دمج مدينة وبلدتين.
في 12 مارس 2011 تعرضت المدينة إلى ضرر بالغ جراء الزلزال بشدة 8.9 درجة عزم وموجات التسونامي التي تبعت ذلك.

## أعلام
- تايرا تاداهيكو

## وصلات خارجية
- الموقع الرسمي